# Francisco Cordero
Francisco Javier Cordero (nacido el 11 de mayo de 1975 en Santo Domingo) es un lanzador relevista dominicano que juega en las Grandes Ligas de Béisbol que se encuentra en la organización de los Azulejos de Toronto. Cordero referido con frecuencia por su apodo, CoCo, que es una combinación de las dos últimas letras de su nombre y las dos primeras letras de su apellido.
Cordero lanza una difícil recta, capaz de alcanzar las 90 millas, y también tiene un excelente slider que puede lanzar para realizar los primeros strikes del conteo, y que utiliza como su outpitch. El 1 de junio de 2011, Cordero logró su salvamento número 300, convirtiéndose en el 22º jugador en llegar a esa marca y clasificado como el segundo de todos los tiempos entre los jugadores activos. 
Asistió al Colegio Luz Arroyo Hondo en la República Dominicana.

## Carrera

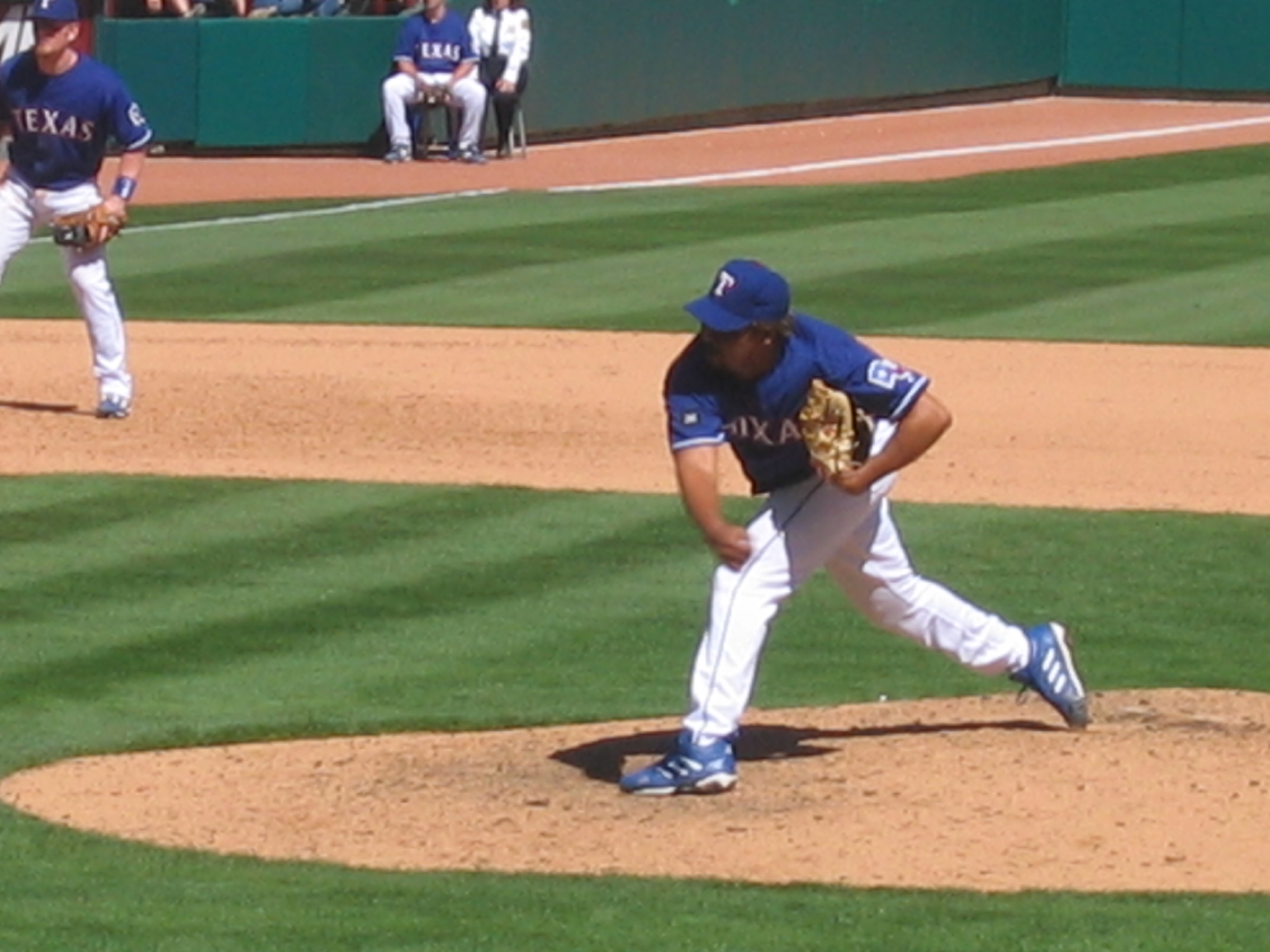
Cordero lanzando para los Rangers en 2005

### Texas Rangers
Cordero fue fichado después de la temporada 1999 por los Tigres de Detroit, en un acuerdo multijugador por Juan González. Cordero fue el último jugador de ese canje en jugar con los Rangers de Texas. Cordero tuvo su año más dominante en el año 2004, siendo seleccionado para el Juego de las Estrellas de ese año, pero malogró un importante salvamento a finales de septiembre de ese año impidiéndole a los Rangers avanzar a los playoffs. Después de echar a perder cinco salvamentos en abril de 2006, Cordero fue retirado del papel de cerrador y reemplazado por Akinori Otsuka, antes de ser canjeado a los Cerveceros de Milwaukee en la fecha límite de cambios.

### Milwaukee Brewers

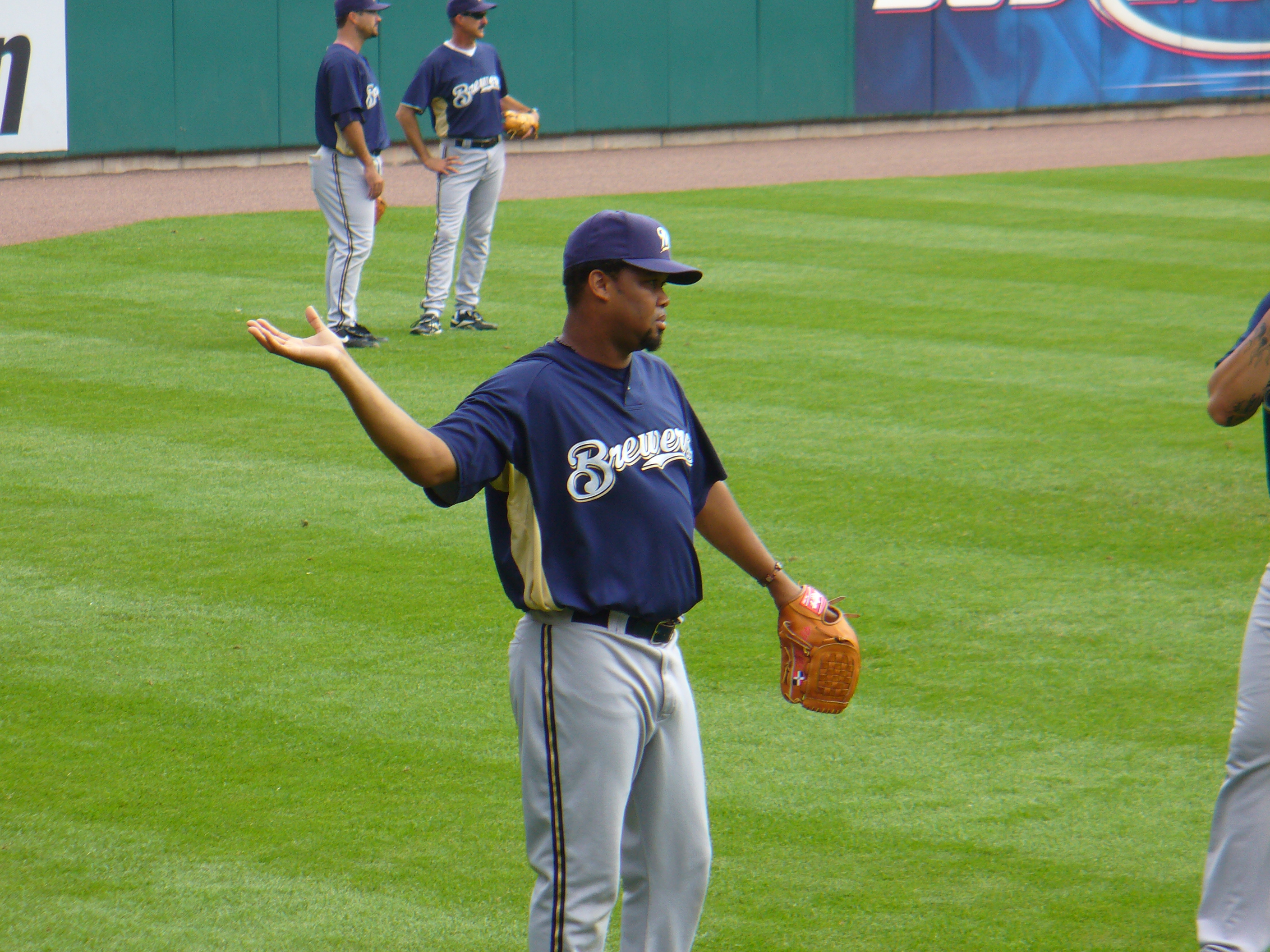
Cordero con los Cerveceros en 2007

Fue adquirido el 28 de julio de 2006 por los Cerveceros, con Kevin Mench, Laynce Nix, y el jugador de ligas menores Julián Cordero por Carlos Lee y Nelson Cruz. En 28 partidos con Milwaukee, ganó tres partidos, salvó 16 juegos y ponchó a 30 en 26,2 entradas de trabajo con una efectividad de 1,69. Sus estadísticas finales de 2006 son marcas de su carrera de 10 victorias, 84 ponches, efectividad de 3.70, 22 salvamentos (uno de los máximos de su carrera), y 75.1 entradas de trabajo entre Texas y Milwaukee en 77 partidos (una marca personal). Los Cerveceros ejercieron la opción del club para Cordero el 6 de octubre de 2006 para tenerlo como su cerrador en el 2007.
El 4 de mayo de 2007, Cordero fue elegido como el ganador del DHL Presents the Major League Baseball Delivery Man of the Month Award de abril de 2007. Este premio reconoce al relevista más destacado durante cada mes de la temporada regular.
En 2007, tuvo éxito en sus primeros 22 intentos de salvar, el 9 de junio, Cordero echó a perder su primer salvamento de la temporada  ante su exequipo, los Rangers de Texas.
Cordero fue seleccionado para jugar en el Juego de las Estrellas 2007 en el AT&T Park de San Francisco, California.
El 25 de septiembre de 2007, Cordero fue seleccionado como uno de los 10 finalistas para el "DHL Presents the Major League Baseball Delivery Man of the Year Award." Cordero optó por salirse de su contrato y se convirtió en agente libre. Después de reflexionar sobre las ofertas de los Cerveceros y los Astros, firmó con los Rojos.

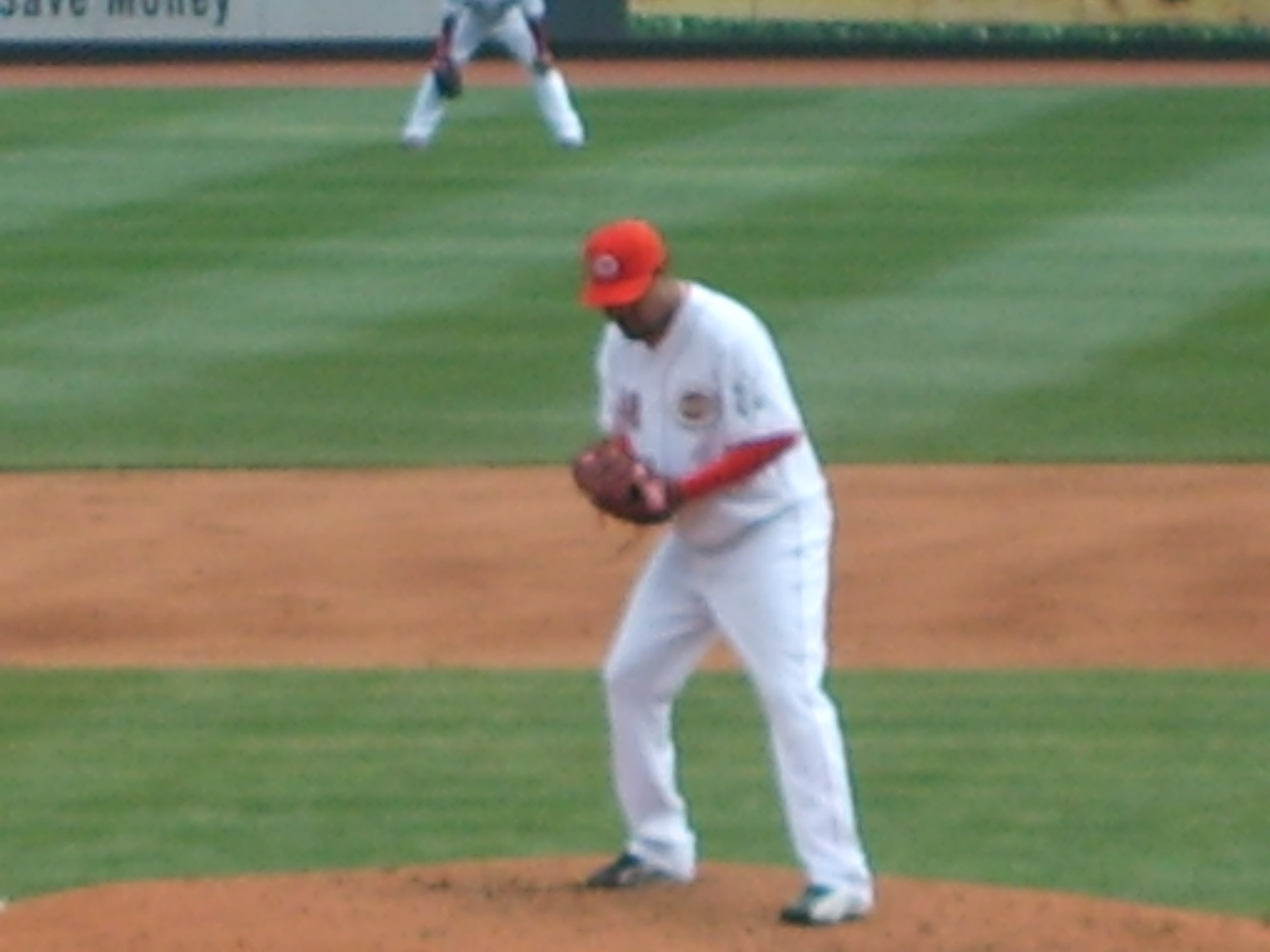
Cordero con los Rojos en 2008

### Cincinnati Reds
El 28 de noviembre de 2007, los Rojos de Cincinnati anunciaron oficialmente que Cordero había firmado un contrato de 4 años y 46 millones de dólares, el contrato más caro jamás firmado por un lanzador de relevo. En 2010, Cordero llegó a los playoffs por primera vez con los Rojos, también  cosechando 40 salvamentos en la misma temporada. Es el primer jugador en la historia de los Rojos de Cincinnati en conseguir 300 salvamentos mientras juega para los Rojos. Actualmente es el cerrador estelar de los Rojos con Nick Masset como su preparador.
El 1 de junio de 2011, Cordero logró el salvamento número 300 de su carrera.
Ocupa el puesto nº13 en la tabla de clasificación de todos los tiempos en salvamentos convirtiéndose en el líder de todos los tiempos en juegos salvados por un jugador de la República Dominicana, pasándole a su ídolo José Mesa.

### Toronto Blue Jays
El 24 de enero de 2012, Cordero acordó un año y 4,5 millones de dólares con los Azulejos de Toronto. Se espera que sea el preparador del cerrador Sergio Santos.